# Mahlathini
Simon «Mahlathini» Nkabinde (1937 o 1938 – 27 de julio de 1999) fue un cantante folclórico sudafricano, referente del estilo mbaqanga, que en la década de 1960 se destacó por su tesitura de bajo profundo.  Conocido como el «león de Soweto», participó de numerosos recitales en vivo en su país, ya sea como solista o junto a grupos como Mahotella Queens y Makgona Tsohle Band entre 1964 y 1971, y luego nuevamente de 1983 hasta su muerte en 1999. El conjunto Mahlathini and the Mahotella Queens fue lanzado a la fama internacional a partir del lanzamiento del álbum Graceland de Paul Simon en 1986.

## Discografía
- Sithunyiwe, 1964 (con Mahotella Queens)
- Meet the Mahotella Queens, 1964
- Uyavuth Umlilo, 1972 (con Mahotella Queens)
- Marriage Is a Problem, 1975 (con den Mahotella Queens)
- Phezulu Eqhudeni, 1984 (Earthworks-compilación)
- The Lion of Soweto, 1987
- Thokozile, 1988
- Rhythm and Art, 1990 (con Mahotella Queens)
- You’re Telling Tales, 1990 con Mahotella Queens)
- The Lion Roars, 1991 (con  Mahotella Queens)
- Mbaqanga, 1991 (con Mahotella Queens)
- King of the Groaners, 1993 (con Mahotella Queens)
- Putting on the Light, 1994 (con Mahotella Queens)
- Stoki Stoki, 1996 (con Mahotella Queens)

## En Argentina
La cortina de cierre del programa televisivo MDQ para todo el mundo utiliza desde 1989 la canción «Melodi ya Lla», interpretada por Mahlathini y las Mahotella Queens.